# Dogzilla
Dogzilla war ein britisches Trance-Projekt, bestehend aus Simon Patterson und Richie Kayvan.

## Karriere
Die beiden Musikproduzenten aus London haben zusammen seit 2003 insgesamt vier Singles herausgebracht. Ihre Debütsingle Dogzilla wurde im britischen Spielfilm The Football Factory verwendet. Den größten Erfolg hatte das Duo jedoch mit der dritten Single Without You, welche in einigen Ländern Chartplatzierungen erreichte. In den finnischen Singlecharts erreichte die Single Platz 11. Der Song wurde von Paul van Dyk als Song des Jahres 2005 ausgewählt und wird heute als Trance-Klassiker angesehen.
2008 verließ Patterson das Projekt und führte somit zu seinem Ende.

## Diskografie

### Singles
- 2003: Dogzilla
- 2004: Your Eyes
- 2005: Without You
- 2007: Frozen

### Remixe
- 2003: Solex – Close to the Edge
- 2003: VPL – In the Park
- 2003: Poloriod – So Damn Beautiful
- 2004: Flash Brothers - Amen (Don't Be Afraid)
- 2004: Magnolia – It’s All Vain
- 2004: Foggy – Come (Into My Dream)
- 2004: Narcotic Thrust – When the Dawn Breaks
- 2005: Ernesto vs Bastian – Dark Side of the Moon
- 2006: Kuffdam & Plant feat. Terry Ferminal – The Ones We Loved
- 2006: Emjay & The Atari Babies – Stimulate